# 伊勢貞知
伊勢 貞知（いせ さだとも）は、室町時代から戦国時代にかけての人物。
伊勢貞助の子。室町幕府の重臣。
畿内制圧を実現した織田信長は、毛利輝元との全面抗争に備えて大友氏と島津氏の和睦仲介に乗り出そうと考えた。そして、信長は近衛前久に命じて、近衛家の家司となっていた貞知を九州に派遣し、交渉にあたらせた。